# Land Rover Defender
Pour les articles homonymes, voir Defender.
Le Defender est un véhicule tout-terrain, produit par le constructeur britannique de véhicules tout-terrain Land Rover de 1990 à 2016, mais sous une forme née en 1983 (les Land Rover 90 et 110), elle-même l'héritière directe du Land Rover initial de 1948.
Le premier prototype de Land Rover est construit en 1947, assemblé sur la base d'un châssis de Jeep Willys, provenant des surplus de l'armée et motorisé par un moteur 4 cylindres de 1 389 cm3. Il était pourvu d'une position de conduite centrale, et ne contenait qu'un seul siège. Le but étant, pour son concepteur, de diminuer les coûts de fabrication, et ainsi permettre aux pays où la conduite s'effectuait à droite comme à gauche, de pouvoir l'utiliser. Cependant la copie a été revue dès 1948, car il s'est rendu compte que ce n'était vraiment pas pratique.
Les Land Rover 90 et 110, sortis en 1983 et héritiers des « Séries I », « Séries II » et « Séries III », sont renommés Defender en 1990.
La production de ce véhicule est arrêtée en 2016. En 2018, Land Rover ressort le Defender comme série spéciale nommée Works V8 pour célébrer les 70 ans de la marque et de son tout premier modèle. Land Rover annonce le retour du Defender avec une prochaine génération prévue pour 2019.

## Phase 1: 1983-1990
La première variante de celui qui ne s’appelait pas encore Defender a été le Land Rover 110, en 1983, d'abord équipé de moteurs hérités des séries (2,25 Diesel), ou du V8 Rover en version 3,5 litres. Il a été rapidement rejoint en 1984 par le châssis court de 92,7 pouces d'empattement, nommé Land Rover 90.
Il n'y eut que peu d'évolutions durant cette période. Quelques-unes d'ordre cosmétique : nouvelles portes avec vitres s'abaissant, et non plus coulissantes comme sur les séries en 1984, disparition des renforts sur le toit vers la fin 1990, un peu avant l'arrivée des Defender.
Les évolutions furent plus importantes au niveau mécanique, avec l'arrivée des moteurs 2,5 litres en remplacement des 2,25 hérités des séries, tant en Diesel qu'en essence, mais avec une faible augmentation de la puissance (68 ch contre 62 ch en Diesel, 83 ch contre 74 ch en essence).

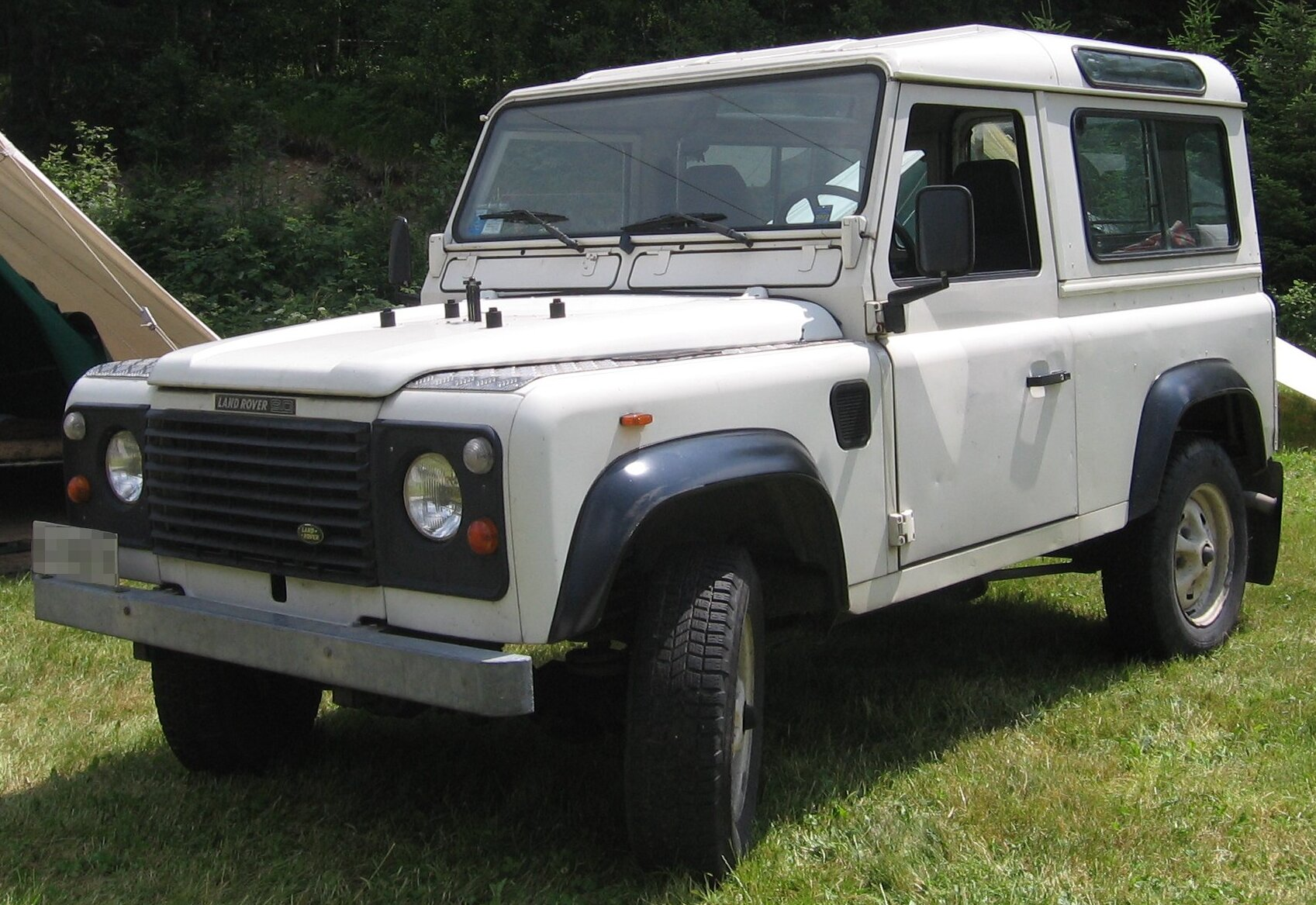
Land Rover 90 3 portes

En 1986, le 2,5 Diesel reçoit un turbo et passe à 85 ch, afin de lutter plus efficacement contre la concurrence nippone équipée de moteurs plus puissants. Ce moteur y gagnera malheureusement une réputation de mauvaise fiabilité, souvent liée à des fortes sollicitations.
La plus grosse évolution est la création d'un châssis rallongé, de 127 pouces, au départ lié aux besoins des administrations et des militaires.

## Phase 2: 1990-2007

### Defender200 Tdi 1990-1994
Mis à part les nouveaux badges arborant la dénomination Defender, les changements principaux concernent les trains roulants. Un nouveau moteur, le 200 Tdi (pour Turbo diesel intercooled) déjà déployé sur le Discovery, est installé en remplacement du 2.5TD. Le "200" vient du couple maximum en métriques anglais du moteur. Celui-ci est dérivé des anciens 2.5D et TD, mais revu en profondeur avec une injection directe mécanique Bosch. Le freinage est assuré par un mixte disques et tambours mais pour les modèles de fin 1993 (VIN LA) un ensemble de 4 disques est instauré en standard ainsi que les nouveaux ponts avec arbres en 24 cannelures et moyeux plats. Les modèles recevant l'option suspension renforcée pour forte charge reçoivent des disques avant ventilés et un différentiel arrière à 4 satellites (de série sur les V8). L’autre changement de détail concerne l'espace aux coudes des passagers avant, amélioré en décalant les sièges vers le centre. La même année, le pare-chocs avant perd le trou pour le passage de la manivelle et pour le modèle 1993 les charnières de pare-brise disparaissent (à l’exception des versions bâchées). Le style de carrosserie reste le même qu'auparavant mais quelques changements interviennent pour améliorer l'attrait des Defender.

### Defender300 Tdi 1994-1998
Le 300 Tdi est une évolution du 200Tdi. Son nom ne vient plus de son couple maximum, comme pour son prédécesseur, mais du marketing, le but étant de marquer une évolution. De plus, ce moteur est la 3e évolution du moteur de base dont le nom de code était Geminin, le premier étant le 200Tdi, le second un moteur militaire. Hormis la gestion de la Vanne EGR que beaucoup d'utilisateurs suppriment, c'est le dernier moteur "sans électronique". Il autorise la possibilité d'agir directement sur quelques réglages d'injection, relativement facilement.
Des coloris nacrés et métallisés sont optionnels sur les « Station Wagon » en 1996 et ces mêmes modèles reçoivent en option, à partir de 1997, un toit peint à la couleur de la caisse au lieu du traditionnel toit blanc.

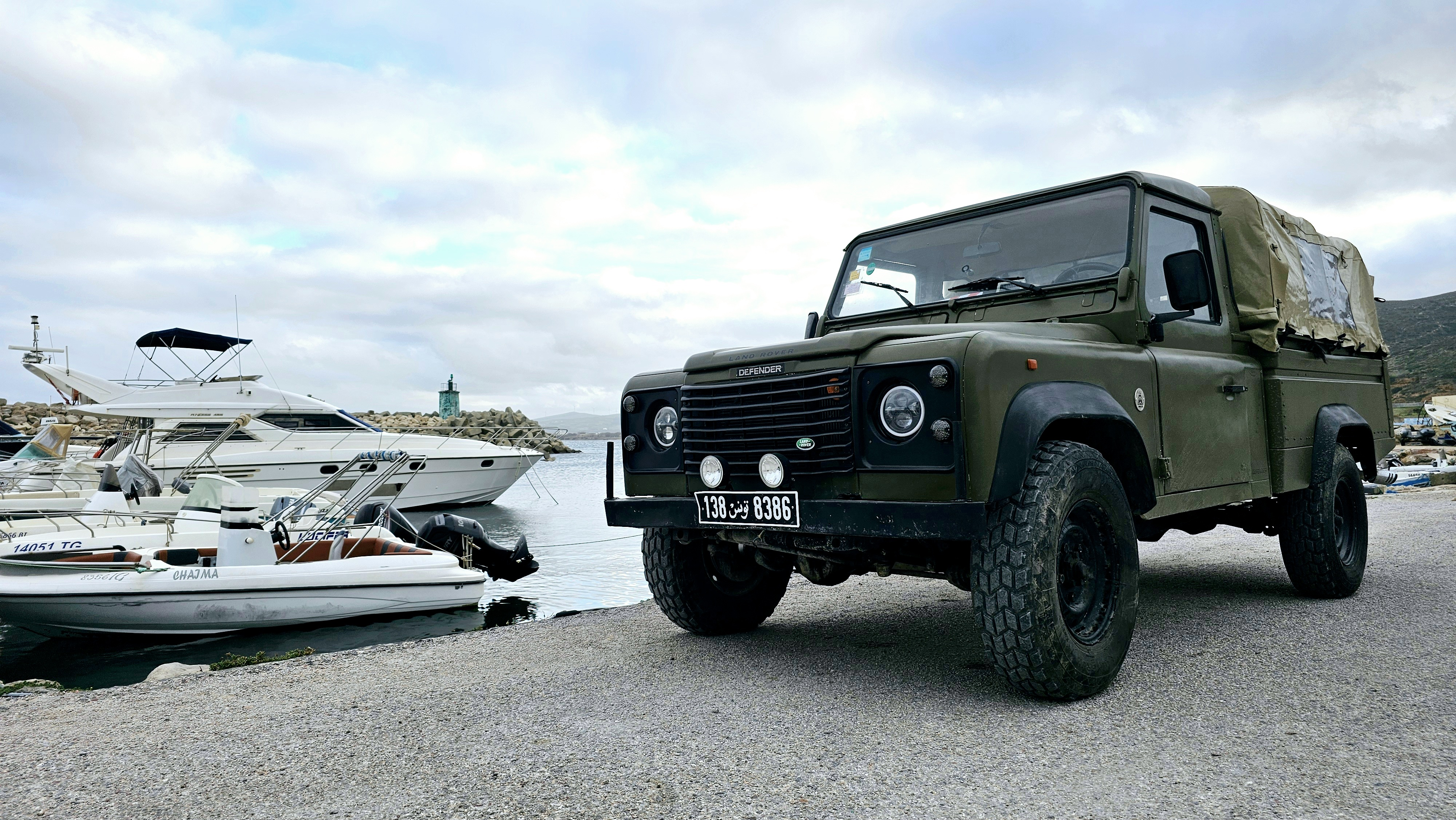
Defender 110 Simple Cab HCPU 1996 moteur 300 TDI de Tunisie

En 1998, le moteur 4,0 litres V8 essence et la boîte automatique du Defender NAS 90 sont proposés sur la série limitée commémorative à l'occasion du cinquantième anniversaire : le Defender 90 50e anniversaire.

### DefenderTD5 1999-2006

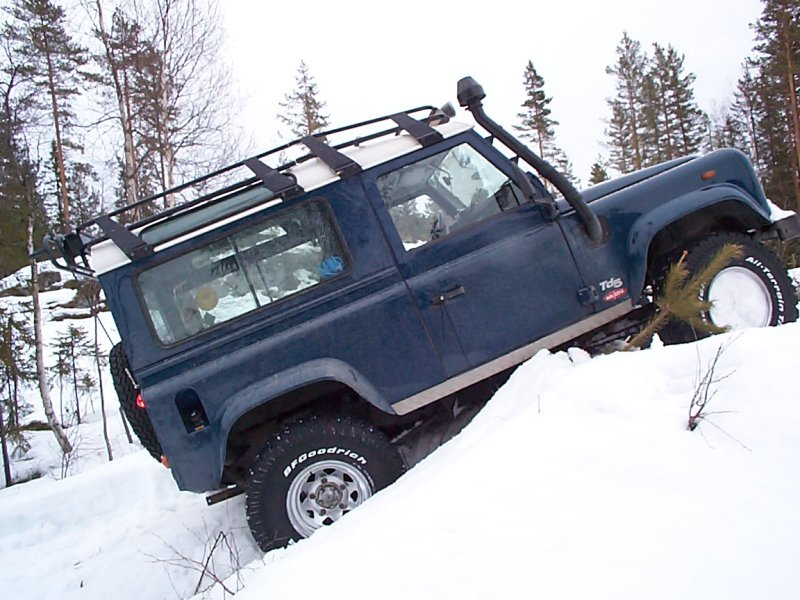
Land Rover en de 1999.

Le Td5 est le dernier moteur produit par LandRover. Même s'il est commercialisé sous l'ère BMW, il est entièrement conçu et produit par LandRover.
Les Defender modèle 1999 introduisent un certain nombre de nouveaux équipements : ils reçoivent un nouvel intérieur, une instrumentation électronique, une version renforcée de la boîte de vitesses R380, une boîte de transfert LT230Q et une insonorisation plus poussée. Parmi les nouvelles options proposées, les plus importantes sont l'ABS couplé avec un ETC (electronic traction control) et la climatisation avec un échangeur monté dans la calandre.
Pour la plupart des marchés, l'élément-clé de ce modèle par rapport au précédent est le moteur TD5. Ce 2,5 litres 5 cylindres en ligne turbo Diesel avec intercooler inaugure la technologie des injecteurs pompes et remplace l'ancien moteur 300 Tdi, dans une version toutefois moins puissante que celle utilisée dans les Discovery Série 2 introduits au même moment. L'année modèle 2001 voit l'arrivée d'un moteur TD5 avec un boîtier ECU (electronic control unit) modifié pour éviter au moteur de caler à bas régime. Le modèle 2002 reçoit une porte arrière vitrée en une seule partie, un système de verrouillage centralisé des portes et une façade centrale modifiée (qui accueille, en option, les commandes de vitres électriques).
La gamme habituelle de carrosseries est maintenue (pick up, bâché, tôlée, Station Wagon). Afin de maintenir les ventes, Land Rover introduit un certain nombre de séries spéciales. Seul le Tomb Raider est disponible pour tous les marchés et les détails des autres diffèrent selon les pays : la France par exemple voit l'apparition de la série Hawaii, un cabriolet bleu Monte Carlo disponible en 2001.
Un des points forts de ce véhicule est le grand nombre de configurations châssis/carrosserie disponibles. En effet, trois empattements existent au catalogue :
- 90" est le modèle court ;
- 110" est le modèle long ;
- 130" est le modèle très long, uniquement en VU.

Les trois dénominations (90, 110 et 130) correspondent approximativement à la longueur de l'empattement exprimée en pouces (1 pouce = 25,4 mm)
Le 90 fait 92,9 pouces, le 110 fait 110 pouces et le 130 fait 127 pouces (Land Rover 127 était la dénomination commerciale jusqu'à l'apparition du nom Defender)
Différentes carrosseries existent, chaque empattement n'étant disponible qu'avec une partie seulement de l'ensemble des carrosseries disponibles : bâché (appelé soft top), tôlé (hard top), tôlé avec des sièges à l'arrière (Station Wagon), pick-up simple cabine (Simple cab), pick-up simple cabine haute capacité (Simple Cab HCPU), pick-up double cabine (Crew Cab), pick-up double cabine haute capacité (Crew Cab HCPU) ; le tout avec des niveaux de finitions progressifs (E, S et SE).
Le 90 existe en pick-up 2 portes, soft top 2 portes, hard top 2 portes et Station Wagon 2 portes.
Le 110 existe en hard top 2 portes, Station Wagon 4 portes, pick-up simple cabine 2 portes (HCPU) et pick-up double cabine 4 portes (Crew Cab).
Le 130 existe en version pick-up double cabine avec bâche (Crew Cab HCPU) et en châssis-cabine (Simple Cab).
On reconnait les Defender TD5 avec les répétiteurs d'ailes rectangulaires et plats, de plus le capot moteur n'a plus de renforts intérieurs et ne peut donc théoriquement plus recevoir de roue de secours dessus.

### Caractéristiques des motorisations
| Moteur | Disposition | Puissance max.        | Couple max.            | Remarques                        |
| ------ | ----------- | --------------------- | ---------------------- | -------------------------------- |
| 4.0    | V8          | 183 ch à 5 000 tr/min | 315 N m à 2 000 tr/min | V8i                              |
| 3.5    | V8          | 134 ch à 6 000 tr/min | 190 N m à 2 000 tr/min | V8 à carburateurs                |
| 2.5    | l4          | 83 ch à 4 000 tr/min  | 182 N m à 2 000 tr/min | À carburateurs                   |
| 2.3    | l4          | 77 ch à 4 000 tr/min  |                        | À carburateurs                   |
| 2.0    | l4          | 52 ch à 4 000 tr/min  | 137 N m à 1 500 tr/min |                                  |
| 1.6    | l4          | 50 ch à 4 000 tr/min  | 108 N m à 2 000 tr/min |                                  |
| 2.8    | l6          | 183 ch                |                        | série spéciale en Afrique du Sud |

| Moteur | Disposition | Puissance max.        | Couple max.            | Remarques                                             |
| ------ | ----------- | --------------------- | ---------------------- | ----------------------------------------------------- |
| 2.2    | l4          | 122 ch à 4 000 tr/min | 360 N m à 1 950 tr/min | TD4                                                   |
| 2.4    | l4          | 122 ch à 4 000 tr/min | 360 N m à 1 950 tr/min | TD4                                                   |
| 2.5    | l5          | 122 ch à 4 000 tr/min | 300 N m à 1 950 tr/min | TD5                                                   |
| 2.5    | l4          | 111 ch à 4 000 tr/min | 264 N m à 1 800 tr/min | 300 Tdi, turbo Diesel, injection directe, intercooler |
| 2.5    | l4          | 107 ch à 4 000 tr/min | 264 N m à 1 800 tr/min | 200 TDi, turbo Diesel, injection directe, intercooler |
| 2.5    | l4          | 85 ch à 4 000 tr/min  |                        | Turbo                                                 |
| 2.5    | l4          | 67 ch à 4 000 tr/min  |                        | Atmosphérique                                         |
| 2.3    | l4          | 67 ch à 4 000 tr/min  |                        |                                                       |
| 2.0    | l4          | 51 ch à 3 500 tr/min  | 118 N m à 2 000 tr/min |                                                       |

Ces moteurs étaient au départ accouplés à des boîtes de vitesses manuelles à quatre rapports dont seules les troisièmes et quatrièmes vitesses étaient synchronisées. Puis arrivèrent des boîtes à quatre rapports entièrement synchronisées, et enfin des boîtes à cinq rapports . Ainsi depuis son apparition en 1948, le Land Rover puis le Defender n'ont connu que des boîtes manuelles, à l'exception des versions pour l'Amérique du Nord (NAS) et de la série limitée 50e anniversaire dont le V8 4,0 L n'était disponible qu'avec une boîte automatique à quatre rapports.
Numéros de châssis : tous les modèles sont identifiés par un code VIN (Vehicle Identification Number). Une codification unique regroupe tous les modèles.

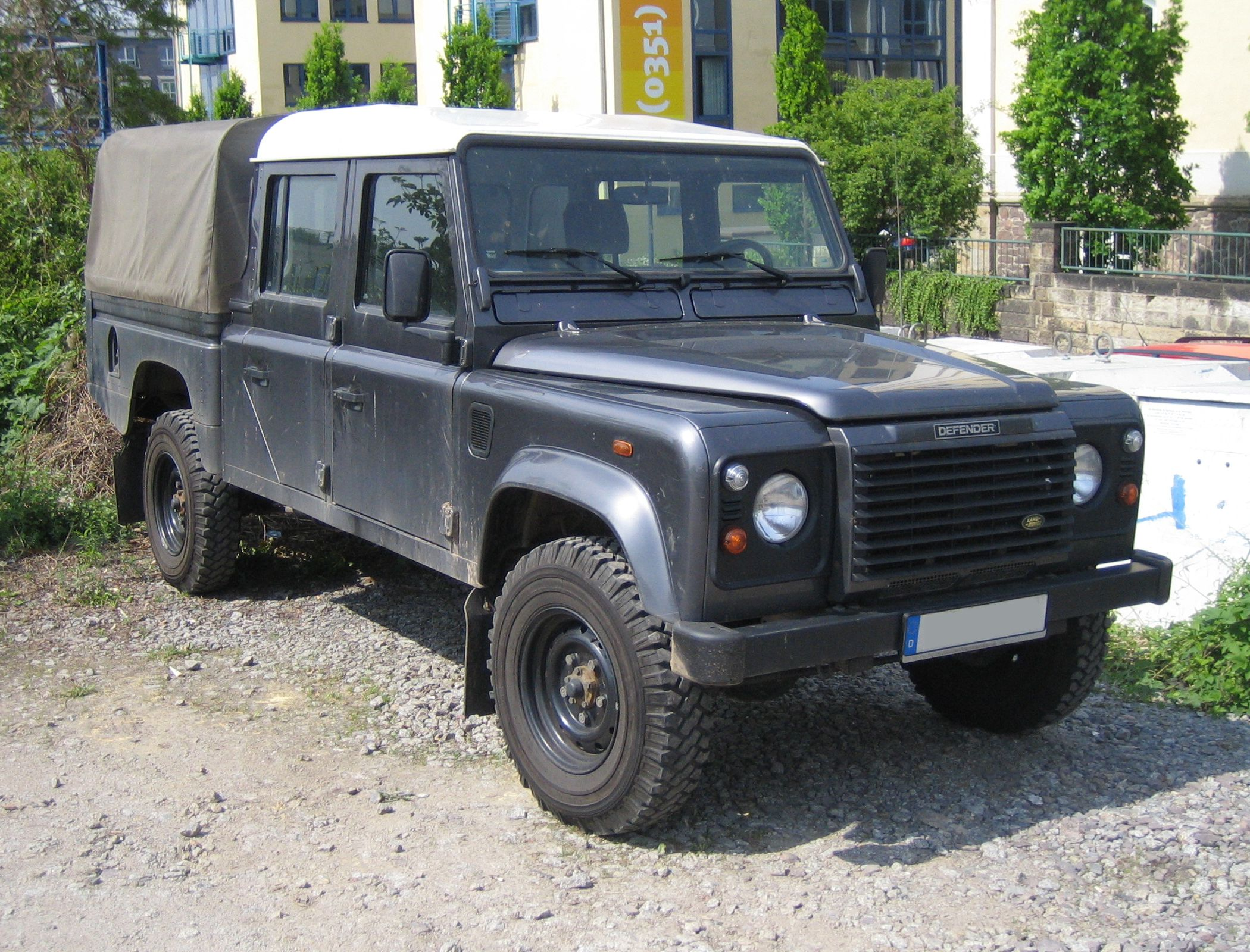
Land Rover Defender 130 Crew Cab

## Phase 3: 2007-2016 (et 2018)

### DefenderTD4 2,4 2007-2012

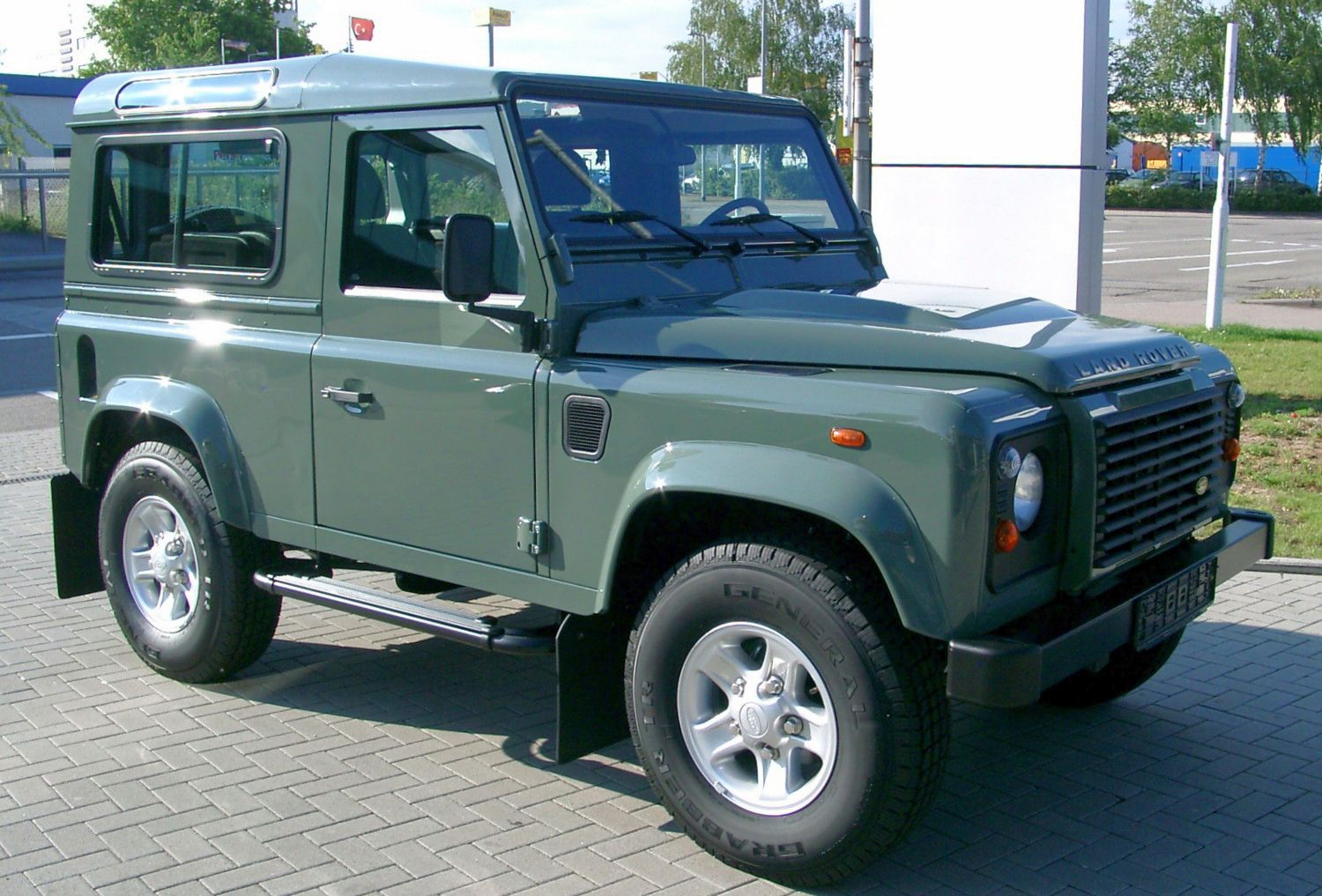
Land Rover en 2007 - 90

Au début de l'année 2007, un nouveau moteur 2,4 L turbo Diesel 4 cylindres en ligne à rampe commune (nom de code Puma) issu du Ford Transit remplace le TD5. Le couple est en hausse de 20 % et la boîte compte désormais 6 rapports tandis que l'intérieur du véhicule a été totalement repensé, avec une nouvelle planche de bord et de nouveaux sièges. Apparaît un compte-tours. Le chauffage et la climatisation ont des performances nettement améliorées. Le premier rang passe de trois à deux sièges. La dernière rangée de sièges sur les Station Wagon fait désormais face à la route, à la place des sièges en vis-à-vis des versions précédentes. Le nombre de places passe ainsi de sept à quatre sur les 90 et de neuf à sept places sur les 110.
On peut reconnaître les Defender TD4 grâce à la bosse sur le capot.

### DefenderTD4 2,2 2012-2016 (et 2018)
Pendant l'année 2012, le moteur 2,4 L turbo Diesel 4 cylindres en ligne à rampe commune (nom de code Puma) fut remplacé par sa version 2,2 Lℓ (issue aussi du Ford Transit). Le couple et la puissance restent inchangés alors que l'agrément de conduite et le silence de fonctionnement progressent encore.
On peut reconnaître les Defender TD4 grâce à la bosse sur le capot.
En 2015, avant d'arrêter la carrière de ce rustique baroudeur, Land Rover propose sur le Defender trois nouvelles séries spéciales limitées nommées Heritage, Adventure et Autobiography qui rendent hommage à la robustesse, aux capacités de franchissement et au luxe de ce modèle en fin de carrière.
En 2018, Land Rover ressort le Defender comme série spéciale nommée Works V8 pour célébrer les 70 ans de la marque et de son tout premier modèle. Elle est disponible à 150 exemplaires avec un moteur V8 de 400 chevaux pour 170 000 €.

## Defender II: 2020

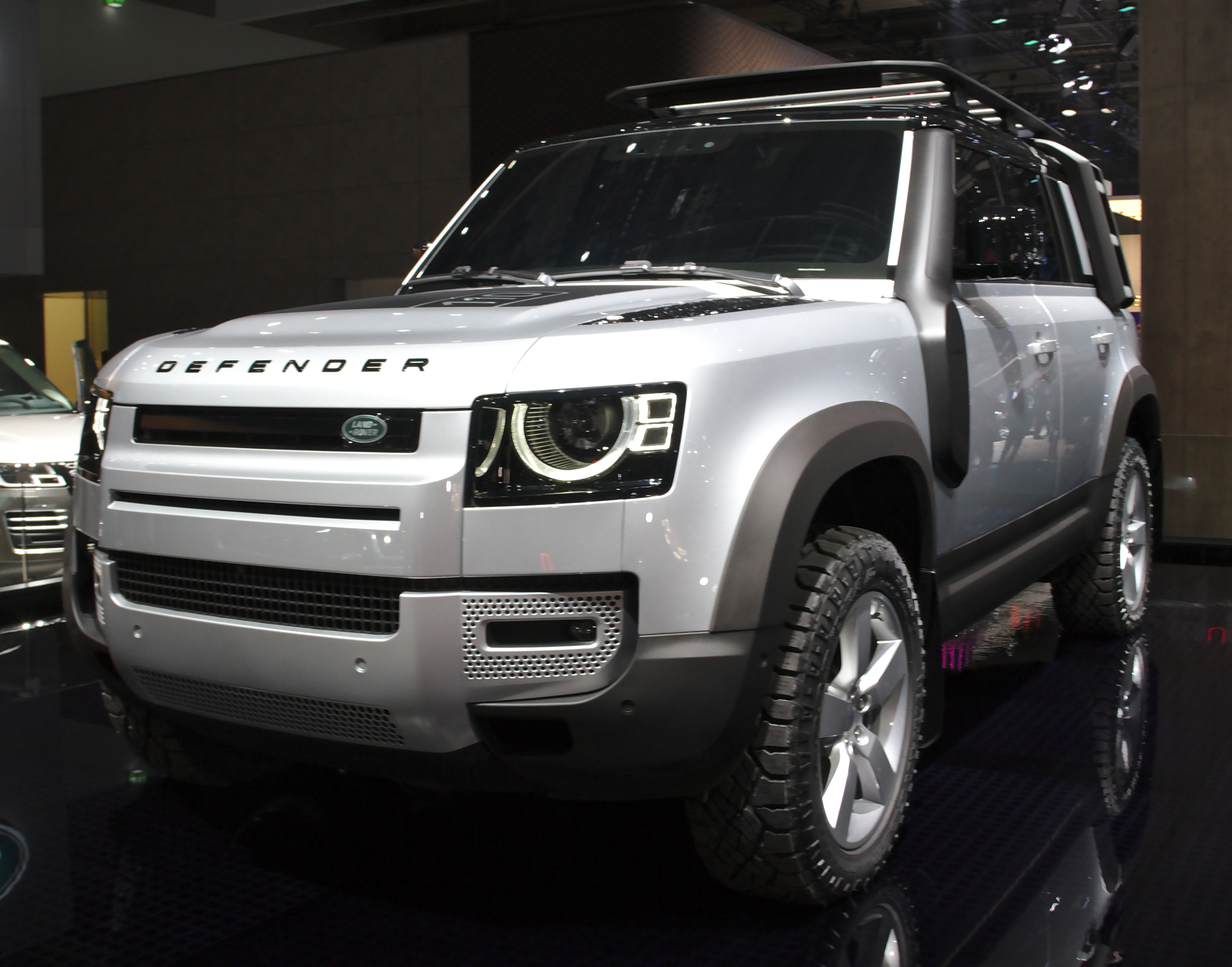
Land Rover Defender II

Land Rover sort fin 2019 la seconde génération de son Defender mais avec une apparence moderne tout en restant cubique.